# NGC 3539
NGC 3539 este o liner situată în constelația Ursa Mare. A fost descoperită în 13 aprilie 1831 de către John Herschel. Se află la o distanță de 172,19 de megaparseci de Pământ.